# Season 2
Season 2 – drugi album studyjny południowokoreańskiej grupy Infinite, wydany 21 maja 2014 roku przez wytwórnię Woollim Entertainment. Płytę promował singel „Last Romeo”. Sprzedał się w nakładzie 152 479 egzemplarzy w Korei Południowej (stan na grudzień 2014 roku).
22 lipca 2014 roku album został wydany ponownie pod nowym tytułem Be Back i zawierał dodatkowo nowe utwory, w tym główny singel – „Back”. Sprzedał się w nakładzie 93 769 egzemplarzy w Korei Południowej (stan na lipiec 2015 roku).

## Lista utworów

### Season 2
| Nr  | Tytuł                                                      | Słowa                         | Kompozycja                            | Aranżacja                                  | Czas      |
| --- | ---------------------------------------------------------- | ----------------------------- | ------------------------------------- | ------------------------------------------ | --------- |
| 1.  | "Season 2"                                                 |                               | Yue                                   | Yue, Ahn Jun-sung, Hong Seung-hyun         | 1:03      |
| 2.  | "Last Romeo"                                               | Song Soo-yoon                 | Han Jae-ho, Kim Seung-soo             | Han Jae-ho, Kim Seung-soo, Hong Seung-hyun | 3:16      |
| 3.  | "Follow Me"                                                | Jae Lee Yoon                  | Jae Lee Yoon                          | Jae Lee Yoon                               | 3:27      |
| 4.  | "Rocinante" (kor. 로시난테 Rosinante)                      | Song Soo-yoon                 | Lee Chang-hyun                        | Lee Chang-hyun, Hong Seung-hyun            | 3:09      |
| 5.  | "Soom Jom Swija" (kor. 숨 좀 쉬자, ang. Breathe)           | Song Soo-yoon                 | G-High, Lee Ju-hyung                  | G-High, Lee Ju-hyung, Hong Seung-hyun      | 3:32      |
| 6.  | "Light" (Sunggyu solo)                                     | Sungkyu                       | Jae Lee Yoon                          | Jae Lee Yoon                               | 3:37      |
| 7.  | "Alone" (Infinite H)                                       | Rphabet, Dongwoo, Hoya        | Rphabet                               | Rphabet                                    | 3:30      |
| 8.  | "Memories"                                                 | Song Soo-yoon                 | Han Jae-ho, Kim Seung-soo, Yue        | Yue, Hong Seung-hyun                       | 3:39      |
| 9.  | "Naran Saram" (kor. 나란 사람, ang. A Person Like Me)      | Jae Lee Yoon                  | Jae Lee Yoon                          | Jae Lee Yoon                               | 3:53      |
| 10. | "Reflex"                                                   | Song Soo-yoon                 | Han Jae-ho, Kim Seung-soo, Go Nam-soo | Go Nam-soo, Hong Seung-hyun                | 3:16      |
| 11. | "Michigesseo" (kor. 미치겠어, ang. Crazy) (Infinite F)     | Konan (Rocoberry)             | Konan (Rocoberry)                     | Konan (Rocoberry)                          | 3:51      |
| 12. | "Nuneul Gameumyeon" (kor. 눈을 감으면, ang. Close My Eyes) | Woohyun                       | Woohyun                               | Song Sung-kyung, Hwang Hyun                | 5:04      |
| 13. | "Sonagi" (kor. 소나기, ang. I Need U Back)                 | Lee Ki, Seo Yong-bae, Ang Lee | Lee Ki, Seo Yong-bae, Ang Lee         | Lee Ki, Seo Yong-bae                       | 3:13 7:41 |

### Be Back
| Nr  | Tytuł                                                      | Słowa                         | Kompozycja                            | Aranżacja                                  | Czas |
| --- | ---------------------------------------------------------- | ----------------------------- | ------------------------------------- | ------------------------------------------ | ---- |
| 1.  | "Season 2"                                                 |                               | Yue                                   | Yue, Ahn Jun-sung, Hong Seung-hyun         | 1:03 |
| 2.  | "Last Romeo"                                               | Song Soo-yoon                 | Han Jae-ho, Kim Seung-soo             | Han Jae-ho, Kim Seung-soo, Hong Seung-hyun | 3:16 |
| 3.  | "Back"                                                     | Rphabet                       | Rphabet                               | Rphabet                                    | 3:53 |
| 4.  | "Diamond"                                                  | Lee Ki, Jang Won-gyu          | Lee Ki, Jang Won-gyu, Mengi           | Mengi                                      | 3:51 |
| 5.  | "Follow Me"                                                | Jae Lee Yoon                  | Jae Lee Yoon                          | Jae Lee Yoon                               | 3:27 |
| 6.  | "Rocinante" (kor. 로시난테 Rosinante)                      | Song Soo-yoon                 | Lee Chang-hyun                        | Lee Chang-hyun, Hong Seung-hyun            | 3:09 |
| 7.  | "Soom Jom Swija" (kor. 숨 좀 쉬자, ang. Breathe)           | Song Soo-yoon                 | G-High, Lee Ju-hyung                  | G-High, Lee Ju-hyung, Hong Seung-hyun      | 3:32 |
| 8.  | "Light" (Sunggyu solo)                                     | Sungkyu                       | Jae Lee Yoon                          | Jae Lee Yoon                               | 3:37 |
| 9.  | "Alone" (Infinite H)                                       | Rphabet, Dongwoo, Hoya        | Rphabet                               | Rphabet                                    | 3:30 |
| 10. | "Memories"                                                 | Song Soo-yoon                 | Han Jae-ho, Kim Seung-soo, Yue        | Yue, Hong Seung-hyun                       | 3:39 |
| 11. | "Naran Saram" (kor. 나란 사람, ang. A Person Like Me)      | Jae Lee Yoon                  | Jae Lee Yoon                          | Jae Lee Yoon                               | 3:53 |
| 12. | "Reflex"                                                   | Song Soo-yoon                 | Han Jae-ho, Kim Seung-soo, Go Nam-soo | Go Nam-soo, Hong Seung-hyun                | 3:16 |
| 13. | "Michigesseo" (kor. 미치겠어, ang. Crazy) (Infinite F)     | Konan (Rocoberry)             | Konan (Rocoberry)                     | Konan (Rocoberry)                          | 3:51 |
| 14. | "Nuneul Gameumyeon" (kor. 눈을 감으면, ang. Close My Eyes) | Woohyun                       | Woohyun                               | Song Sung-kyung, Hwang Hyun                | 5:04 |
| 15. | "Sonagi" (kor. 소나기, ang. I Need U Back)                 | Lee Ki, Seo Yong-bae, Ang Lee | Lee Ki, Seo Yong-bae, Ang Lee         | Lee Ki, Seo Yong-bae                       | 3:13 |

## Notowania
| Lista                          | Pozycja |
| ------------------------------ | ------- |
| Gaon Weekly Album Chart        | 1       |
| Gaon Monthly Album Chart       | 3       |
| Gaon Yearly Album Chart (2014) | 7       |

| Lista                          | Pozycja |
| ------------------------------ | ------- |
| Gaon Weekly Album Chart        | 1       |
| Gaon Monthly Album Chart       | 2       |
| Gaon Yearly Album Chart (2014) | 17      |